# Brachygobius
A Brachygobius a csontos halak (Osteichthyes) főosztályának sugarasúszójú halak (Actinopterygii) osztályába, ezen belül a sügéralakúak (Perciformes) rendjébe, a gébfélék (Gobiidae) családjába és a Gobionellinae alcsaládjába tartozó nem.

## Rendszerezés
A nembe az alábbi 9 faj tartozik:
- Brachygobius aggregatus Herre, 1940
- Brachygobius doriae (Günther, 1868)
- Brachygobius kabiliensis Inger, 1958
- Brachygobius mekongensis Larson & Vidthayanon, 2000
- darázsgéb (Brachigobius nunus) (Hamilton, 1822)
- Brachygobius sabanus Inger, 1958
- Brachygobius sua (Smith, 1931)
- Brachygobius xanthomelas Herre, 1937
- Brachygobius xanthozonus (Bleeker, 1849)